# Journal of Computational and Theoretical Nanoscience
Journal of Computational and Theoretical Nanoscience is een internationaal, aan collegiale toetsing onderworpen wetenschappelijk tijdschrift op het gebied van de nanotechnologie. De naam wordt in literatuurverwijzingen meestal afgekort tot J. Comput. Theor. Nanosci.
Het eerste nummer verscheen in 2004.